# Hasso von Etzdorf
Hasso von Etzdorf (né le 2 mars 1900 à Elbing, en Prusse-Occidentale et mort le 7 juillet 1989 à Bruck) est un diplomate allemand.

## Biographie

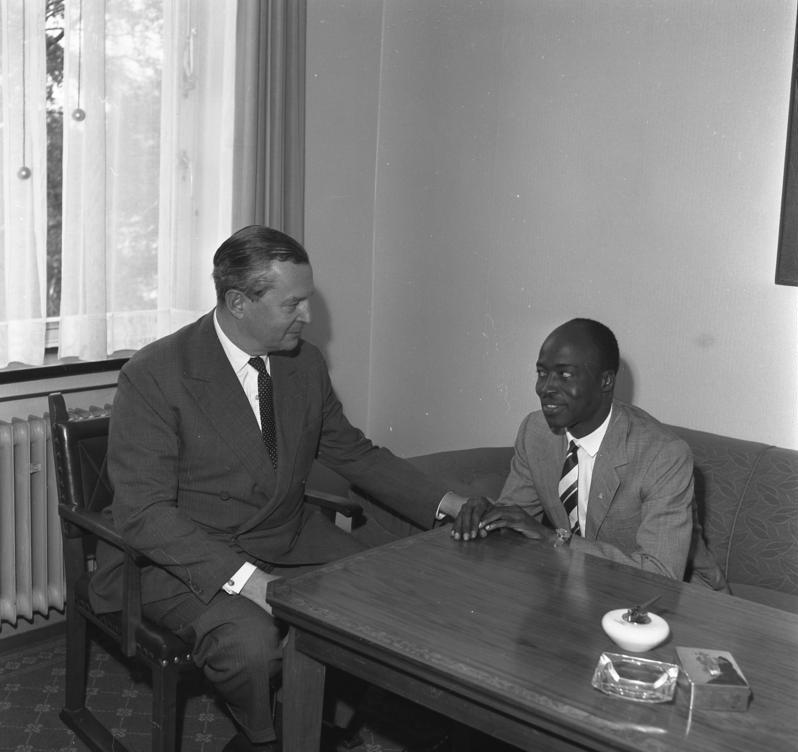
Hasso von Etzdorf en conversation avec Abdoulaye Touré, chef du bureau d'information et de radio guinéen (1960)

Hasso von Etzdorf est issu de la famille noble orientale von Etzdorff (de). Il est le fils du haut fonctionnaire prussien Rüdiger von Etzdorf (de), neveu d'Ulrich von Etzdorf (de). Hasso von Etzdorf sert pendant la Première Guerre mondiale en 1918 avec le grade de lieutenant. Il étudie ensuite le droit et l'économie et obtient son doctorat à Göttingen en 1922. Il est membre du DNVP depuis 1919. En 1924, il rejoint le Stahlhelm, Association des soldats du front.
En mai 1928, il est appelé au ministère des Affaires étrangères et en juillet 1931, il est envoyé à Tokyo en tant qu'attaché. Il fait don - sur ses revenus privés - de la pierre commémorative « Un Allemand aux jeunes chevaliers d'Aizu » à Aizu-Wakamatsu. Le 1er juin 1933, von Etzdorf rejoint le NSDAP (numéro de membre 3 286 356). En octobre 1934, il devient secrétaire personnel de Konstantin von Neurath. À partir de février 1937, il occupe le même poste auprès de l'ambassadeur Ulrich von Hassell à Rome. Le 30 janvier 1938, il rejoint la SA, où il devient finalement Obersturmbannführer (lieutenant-colonel).
En juin 1938, von Etzdorf est nommé au service du personnel du ministère des Affaires étrangères . En tant que capitaine de réserve, il assure à partir de septembre 1939 la liaison entre le secrétaire d'État Ernst von Weizsäcker et le chef d'état-major de l'armée Franz Halder. En octobre 1939, avec le chef du ministère des Affaires étrangères/Défense Helmuth Groscurth (de) et le chef des cabinets ministériels du ministère des Affaires étrangères Erich Kordt, von Etzdorf rédige le mémorandum « Das drohende Unheil (de) » . Il s'agit d'une invitation adressée aux dirigeants militaires à commettre une haute trahison en vue de la Bataille de France prévue. Après la bataille de France, von Etzdorf démissionne, bien qu'il soit en contact étroit avec les principaux opposants à Hitler, tels que von Hassell, appelé à l'action en février 1938, et l'intendant général Eduard Wagner. Von Etzdorf n'est pas activement impliqué dans les préparatifs du coup d'État qui conduit au 20 juillet 1944. Cependant, le 19 juillet 1944, en marge de la tentative d'assassinat au quartier général de Wolfsschanze, il informe son ami et collègue Werner von Schmieden (de) au nom du quartier-maître général, le général Eduard Wagner, que l'événement éventuel pourrait se produire. dans les prochaines 24 heures. Après l'échec de la tentative d'assassinat, Werner von Schmieden en informa Etzdorf.
En février 1945, von Etzdorf est nommé consul général à Gênes et peut contribuer à protéger les installations portuaires et industrielles de la ville de la destruction ordonnée par Hitler mais refusée par le général Günther Meinhold (de). Etzdorf est interné de la fin de la guerre jusqu'en août 1947. Dans le cadre d'un « examen visant à déterminer si la politique des ressources humaines a conduit à des abus dans le service extérieur » réalisé en 1950, von Etzdorf est jugé par la commission d'enquête comme apte à être utilisé ultérieurement dans le service extérieur. Le facteur décisif pour cette classification est que von Etzdorf développait indépendamment une résistance qui, s'il avait été découvert, lui aurait certainement coûté la vie. À partir de 1950, von Etzdorf travaille au service extérieur de la République fédérale d'Allemagne. De 1956 à 1958, il est ambassadeur au Canada. Plus récemment, il est ambassadeur d'Allemagne en Grande-Bretagne de septembre 1961 à mars 1965.

## Divers
En 1919, il devient membre et en 1965, il devient membre honoraire du Corps Saxonia Göttingen. Le Corps Pomerania Greifswald lui décerne le ruban du corps en 1966,. La même année, il prononce le discours d'ouverture au congrès de l'association des convents des anciens de Kösen à Wurtzbourg.
Von Etzdorf est également considéré comme l'inventeur du légendaire diplomate allemand (fictif) Edmund F. Dräcker (de).